# Буровой станок
Буровой станок — буровая машина, установленная на самоходной платформе или передвижной раме, применяемая для бурения взрывных и разведочных скважин и шпуров при открытой и подземной разработке полезных ископаемых, при сплошных камерных и особенно этажно-камерных и блоковых системах разработки для бурения скважин.
Применяется для бурения вертикальных и наклонных, в основном, взрывных скважин.

## Классификация
- буровые станки вращательного бурения шарошечными долотами
- буровые станки вращательного бурения резцовыми коронками
- буровые станки ударно-вращательного бурения
- буровые станки комбинированного бурения
- буровые станки ударно-канатного бурения

## Характеристики
- диаметр бурения — до 320 мм
- глубина бурения — до 55 м
- частота вращения инструмента — до 3,3 с-1
- крутящий момент — до 10 кН
- скорость подачи — до 0,4 м/с
- усиление подачи — до 200 кН
- размер длины штанги — до 4250 мм
- скорость передвижения станка — до 1,36 км/ч
- давление на грунт — до 0,1 МПа
- мощность двигателей установленная — до 337 кВт
- габариты в рабочем положении: длина — до 10300 мм, ширина — до 4900 мм, высота — до 18200 мм
- масса — до 48,2 т

## Рабочие инструменты
- буровой инструмент
- мачта
- механизм подъёма и опускания мачты
- штанга
- питающий рукав
- пульт управления
- подъёмная лебёдка
- автоподатчик
- автомаслёнка

## Прочее
Музей техники геологоразведочных работ[где?] (собраны уникальные образцы буровой техники)